# Bill Baird (músico)
Bill Baird es un músico americano y creativo tecnológico musical. Ha sido miembro de Sound Team, y empezó su carrera en solitario en el 2006, primero como Sunset y después bajo su propio nombre. Apareció en el documental del 2010, Echotone, una crónica de la escena musical de Austin, Texas donde dio una visión negativa sobre las grandes empresas discográficas. Escribió unas líneas sobre esa declaración para el Impose Magazine, que a posteriori derivó en más artículos para la misma sobre la industria musical. A su vez, también ha escrito algunos artículos de naturaleza y música para el San Antonio Current.

## Apariciones notables
En el 2006, Baird ganó notoriedad por se burló del sitio de reseñas musicales conocido como Pitchfork, grabándose a sí mismo con una horca (pitchfork en inglés) a un muñeco de paja con el nombre de su banda y lo subió a Youtube.
En el 2010, aparece en Echotone, un documental sobre la comercialización de la escena musical de Austin, Texas. En la película, contó sobre sus experiencias negativas con las grandes empresas discográficas. La película fue descrita por los críticos del The New York Times como brillante y a Baird, como pensativo. The Village Voice escribió sobre la película lo siguiente: "El embajador fantasmal de esta es...Bill Baird, un magnético y extraño músico experimental que emergió de un trato que salió mal con su nueva banda y un par de ojeras bajo sus ojos."
Las ciudades de Austin, Texas, declaró el 4 de agosto del 2011, como el día de Bill Baird, en honor a su música y su lugar en la sociedad.

## Discografía

### Con Sound Team
- Sound Team (2000)
- I'm Getting Laid Tonight b/w Folkswinger (2000)
- Into The Lens (2002)
- Yes Special Cassette (2004)
- Every Day is a New Year Cassette (2005)
- Marathon (2005)
- Work EP (2005)
- Movie Monster (2006)
- Born To Please (2006)
- Empty Rooms (2007)
- Work (2007)

### Como Sunset
- Pink Clouds (2008)
- Bright Blue Dream (2008)
- The Glowing City (2008)
- Gold Dissolves to Gray (2009)
- Loveshines/Looks Like I Fucked Up Again (2009)
- Loveshines But The Moon Is Shining Too (2010)

### Como Bill Baird
- {{{Sunset}}} (2006)
- Silence! (2010)
- Goodbye Vibrations (2011)
- Career (2012)
- Spring Break of the Soul (2013)
- Diamond Eyepatch (2014)
- Earth Into Aether (2016)
- Summer Is Gone (2016)
- Easy Machines (2017)
- Baby Blue Abyss (2017)
- Straight Time (2017)
- Gone (2018)
- Nighty Never Ending (2018)
- Owl (2019)
- Daily Ever Dawning (2019)
- Refractions (2019)
- Flower Children's Children's Children (2020)
- Standard Deviation (2020)
- Dead Man  (2021)

### Como Morton Williams Baird
- CMGH I (2019)
- CMGH II (2019)
- CMGH III (2019)

### Con Bill Band
- Cape Disappointment (2018)